# Skyter
Skytherne (skyterne) var et arisk nomadisk folk, der i oldtiden levede på sletterne nord for Sortehavet og Det kaspiske Hav. De er del af et større kulturelt og sprogligt kontinuum, der har fostret andre rytterfolk som sarmaterne og alanerne. Da skyternes indflydelse var på det højeste, dominerede de stepperne til Kina.
De var kendt som et aggressivt krigerfolk og særligt som bueskytter, der ofte brugte kompositbuer til hest. Det gjorde dem meget mobile i deres krigstaktik.

## Sprog
Deres sprog var et østiransk sprog, som var en del af den indoeuropæiske sprogfamilie.

## Kultur
Den skytiske kriger var langhåret og langskægget, og ifølge græske kilder Herodot havde de dybblå øjne, blond eller rødt hår, bar bukser og en spids hue og var bevæbnet med en bue. Han red uden sadel og stigbøjler. Sådan er han fremstillet både i skythernes egen kunst og hos de græske forfattere.
Kvinder og børn boede i husvogne og fulgte kvægflokkene fra græsningssted til græsningssted. Men kvinder havde måske også mulighed for at blive krigere. De græske og latinske forfattere sætter amazonemyten i forbindelse med skyterne og sarmaterne; og de hævder, at sarmaterne var styret af kvinder.
Den skytiske kultur har frembragt en enestående kunst, der er bevaret i overdådige gravgaver fra kurgangrave (russisk kurgán = 'jordhøj'). Allerede Herodot var opmærksom på gravhøjenes centrale betydning for den skytiske kultur, fordi de var de eneste faste holdepunkter i nomadelivet. Han beskriver, hvordan heste og mennesker blev begravet sammen med skytherkongerne, og arkæologien har i al væsentlighed bekræftet hans beskrivelse.
Skyterne har ikke efterladt sig skriftlige kilder, men de skytiske og sarmatiske personnavne, som vi finder hos græske forfattere og i de græsksprogede indskrifter, viser, at de hørte til den iranske gren af indoeuropæerne og nærmere bestemt var beslægtet med nutidens ossetere i Kaukasus, der kan siges at være deres efterkommere. Et andet beslægtet sprog er det nu uddøde sogdisk, der blev brugt på Silkevejen. Selv om de ledende skytere i vest efter alt at dømme har været iransktalende, behøver det dog ikke at betyde, at alle folkeslag i den skythiske kultursfære også var det.
Herodot giver en liste af skythiske gudenavne, som han oversætter til græsk (Hist. 4.59): Tabiti = 'Hestia' (arnens gudinde), Papaios = 'Zeus' (himmelens gud), Api = 'Gaia' (jordens gudinde), Oitosyros = 'Apollon' (solens gudinde), Artimpasa = 'Afrodite Urania' (elskovens gudinde), Thagimasadas = 'Poseidon' (havets gud). Der er stor uenighed blandt forskerne om navnenes tydning og om gudernes funktion.

## Historie
Skyterne træder ind på den historiske scene i slutningen af det 800 f.Kr., da de assyriske kilder nævner angribende ryttere ved navn gimirru og iškuzai. Herodot fortæller 300 år senere, at skytherne var indvandret østfra til området nord for Sortehavet og havde fordrevet kimmerierne og forfulgt dem ind i Mellemøsten (Hist. 4.11-12). Tidligere tog forskerne Herodots beskrivelse af denne invasion for gode varer, men sandsynligvis har Herodot fået galt fat på forhistorien. Kimmerioi ser ud til at være et andet navn for det folk, som grækerne kalder 'skythai' og perserne sakā. Det er i hvert fald sådan, at der, hvor de oldpersiske tekster skriver sakā, har de assyriske tekster gimirru.
Skyterne var under alle omstændigheder et forstyrrende element i Mellemøsten i det 7. århundrede f.Kr.. De plyndrede Assyrien, Syrien og Palæstina (muligvis er det skytheres hærgen, der refereres til i Jeremias 15-17). Men samtidig tjente de også som lejesoldater for assyrerne. Ifølge Herodot var skyterkongen Madyes, søn af Protothyes, i assyrerkongens sold, da denne besejrede medernes konge Fraortes (Hist. 1.103), og de assyriske kilder nævner Partatua, konge af Išguza, som allieret. Det var imidlertid mederne, der vandt i det lange løb: Assur falder i 614 f.Kr., og skyterne optræder som medernes allierede ved belejringen af Ninive i 612 f.Kr. Herefter spiller de ingen rolle i området.
Herodot fortæller, at perserkongen Dareios angreb skyterne ved at gå op vest om Sortehavet og slå bro over Donau, men han kunne ikke komme tæt på skyterne, der ikke havde et fast bosted, men hele tiden var på vandring. Den mislykkede kampagne, der dateres til 512 f.Kr., spiller en stor rolle i Herodots historieværk, men nævnes ikke i de mellemøstlige kilder. Dareios nævner derimod selv, i den monumentale Behistūn-indskrifter, at han havde besejret Sakā tigraxaudā, 'de spidshattede skythere', men det er sandsynligvis tale om skythere øst for Det kaspiske Hav og ikke nord for Sortehavet.
Skyternes magt på de vestlige stepper brydes af de fremtrængende sarmatere i det 3. århundrede f.Kr., men de græske og latinske forfattere bliver ved med at kalde de nordlige rytternomader for skytere uden skelen til de etniske finesser (som måske heller ikke har været så interessante for rytternomaderne selv). Der opstod et såkaldt skytisk kongedømme på Krim med hovedstaden Det skythiske Neapolis i nærheden af nutidens Simferopol. Byen blev ødelagt af goterne i det 5. århundrede e. Kr. Hermed slutter de egentlige skytheres historie.

## Relaterede Folkeslag
- Alaner
- Gother
- Kimbrer
- Sarmatere

### På dansk
- George Hinge & Tønnes Bekker-Nielsen (red.), På randen af det ukendte. Hvad græske og romerske forfattere kan berette om Sortehavsregionen i oldtiden, Aarhus 2003.
- Pia Guldager Bilde, Jakob Munk Højte og Vladimir Stolba (red.), Mennesker og guder ved Sortehavets kyster, Aarhus 2004.

### På andre sprog
- Joan Aruz, Ann Farkas, Andrei Alekseev & Elena Korolkova (red.), The Golden Deer of Eurasia. Scythian and Sarmatian Treasures from the Russian Steppes, New York 2002.
- I. Gershevitch (red.), The Cambridge History of Iran. Bd. 2. The Median and Achaemenian Periods, Cambridge 1985.
- Askold I. Ivantchik, Les Cimmériens au Proche-Orient, Fribourg, Göttingen 1993.
- Askold I. Ivantchik, Kimmerier und Skythen, Moskva 2001.
- Iaroslav Lebedensky, Les Scythes. La civilisation des steppes (VIIe-IIIe siècles av. J.-C.), Paris 2001.
- Hermann Parzinger, Die Skythen, München 2004.
- Renate Rolle, Michael Müller-Wille & Kurt Schietzel (red.), Gold der Steppe. Archäologie der Ukraine, Neumünster 1991.
- Hermann Sauter, Studien zum Kimmerierproblem, Bonn 2000.